# Gundam ZZ
Kidō Senshi Gundam ZZ (機動戦士ガンダムZZ?, Kidō Senshi Gandamu Daburu Zēta ,  "Gundam ZZ il Fante Mobile") è una serie televisiva anime di 47 puntate, prodotta dalla Sunrise nel 1986; appartiene alla saga dell'Universal Century di Gundam. Nonostante la serie sia inedita in Italia, nel 2005 la Star Comics ne ha pubblicato il manga, col titolo Gundam ZZ, realizzato in due tankōbon da Toshiya Murakami nel 1986.

## Generalità
Dopo il tragico bagno di sangue raccontato nella precedente serie Mobile Suit Z Gundam, lo staff guidato da Yoshiyuki Tomino cambiò decisamente registro, realizzando un anime dai toni semiseri, orientato molto più verso gli under 14 che il precedente pubblico di riferimento della saga. Lo scarso indice di gradimento registrato dalle prime puntate, però, indusse gli autori a tornare, seppur in modo meno cruento, ai toni di Z Gundam nella seconda metà della serie. Resta comunque un minor realismo di fondo, con mobile suit che a volte si spostano a bordo di giganteschi scooter volanti e la reintroduzione del robot componibile, già visto in tante precedenti serie super robotiche della Sunrise.

## Trama
Anno 0088 UC, la guerra civile tra l'AEUG ed i Titani si è appena conclusa con lo smantellamento della élite militare federale, ma Haman Karn ed i reduci di Zeon di base sull'asteroide Axis sono ancora intenzionati a far rivivere la gloria del Principato e degli Zabi. Proclamatisi Esercito di Neo Zeon dichiarano quindi guerra alla disastrata Federazione Terrestre, ma si troveranno di fronte ancora una volta l'AEUG. L'organizzazione è però uscita decimata dallo scontro precedente e, bisognosa di forze fresche, non esita a reclutare anche giovanissimi piloti, come il quindicenne raccoglitore di detriti di Shangri-La, una colonia di Side 1, di nome Judau Ashta, ed i suoi amici. Insieme piloteranno i mobile suit del Gundam Team, tra cui il nuovo potentissimo MSZ-010 Gundam ZZ.

## Episodi
| Nº | Giapponese 「Kanji」 - Rōmaji                         | In onda           | In onda |
| Nº | Giapponese 「Kanji」 - Rōmaji                         | Giapponese        |         |
| 1  | 「プレリュードZZ」 - pureryūdo ZZ                     | 1º marzo 1986     |         |
| 2  | 「シャングリラの少年」 - shangurira no shōnen         | 8 marzo 1986      |         |
| 3  | 「エンドラの騎士」 - endora no kishi                  | 15 marzo 1986     |         |
| 4  | 「熱血のマシュマー」 - nekketsu no mashumaa           | 22 marzo 1986     |         |
| 5  | 「ジュドーの決意」 - judō no ketsui                   | 29 marzo 1986     |         |
| 6  | 「ズサの脅威」 - zusa no kyōi                         | 5 aprile 1986     |         |
| 7  | 「ガザの嵐」 - gaza no arashi                         | 12 aprile 1986    |         |
| 8  | 「鎮魂の鐘は二度鳴る」 - chinkon no kane ha nido naru | 19 aprile 1986    |         |
| 9  | 「宇宙のジュドー」 - uchū no judō                     | 26 aprile 1986    |         |
| 10 | 「さよならファ」 - sayonara fa                        | 3 maggio 1986     |         |
| 11 | 「始動!ダブル・ゼータ」 - shidō! daburu. zeuta        | 10 maggio 1986    |         |
| 12 | 「リィナが消えた」 - riina ga kie ta                  | 17 maggio 1986    |         |
| 13 | 「妹よ!」 - imōto yo!                                 | 24 maggio 1986    |         |
| 14 | 「幻のコロニー (前)」 - maboroshi no koronii (mae)    | 31 maggio 1986    |         |
| 15 | 「幻のコロニー (後)」 - maboroshi no koronii (nochi)  | 7 giugno 1986     |         |
| 16 | 「アーガマの白兵戦」 - aagama no hakuheisen           | 14 giugno 1986    |         |
| 17 | 「奪回!コア・トップ」 - dakkai! koa. toppu            | 21 giugno 1986    |         |
| 18 | 「ハマーンの黒い影」 - hamaan no kuroi kage           | 28 giugno 1986    |         |
| 19 | 「プルとアクシズと」 - puru to akushizu to            | 12 luglio 1986    |         |
| 20 | 「泣き虫セシリア (前)」 - naki mushi seshiria (mae)   | 19 luglio 1986    |         |
| 21 | 「泣き虫セシリア (後)」 - naki mushi seshiria (nochi) | 26 luglio 1986    |         |
| 22 | 「ジュドー、出撃!!」 - judō, shutsugeki!!             | 2 agosto 1986     |         |
| 23 | 「燃える地球」 - moe ru chikyū                        | 9 agosto 1986     |         |
| 24 | 「南海に咲く兄妹愛」 - nankai ni saku kyōdai ai       | 16 agosto 1986    |         |
| 25 | 「ロンメルの顔」 - ronmeru no kao                     | 23 agosto 1986    |         |
| 26 | 「マサイの心」 - masai no kokoro                      | 30 agosto 1986    |         |
| 27 | 「リィナの血 (前)」 - riina no chi (mae)              | 6 settembre 1986  |         |
| 28 | 「リィナの血 (後)」 - riina no chi (nochi)            | 13 settembre 1986 |         |
| 29 | 「ルーの逃亡」 - rū no tōbō                           | 20 settembre 1986 |         |
| 30 | 「青の部隊 (前)」 - ao no butai (mae)                 | 7 settembre 1986  |         |
| 31 | 「青の部隊 (後)」 - ao no butai (nochi)               | 4 ottobre 1986    |         |
| 32 | 「塩の湖を越えて」 - shio no mizūmi wo koe te         | 11 ottobre 1986   |         |
| 33 | 「ダブリンの午後」 - daburin no gogo                  | 18 ottobre 1986   |         |
| 34 | 「カミーユの声」 - kamiiyu no koe                     | 25 ottobre 1986   |         |
| 35 | 「落ちてきた空」 - ochi tekita sora                   | 31 ottobre 1986   |         |
| 36 | 「重力下のプルツー」 - jūryoku shitano purutsū        | 8 novembre 1986   |         |
| 37 | 「ネェル・アーガマ」 - neeru. aagama                  | 15 novembre 1986  |         |
| 38 | 「鉄壁,ジャムル・フィン」 - teppeki, jamuru. fin      | 22 novembre 1986  |         |
| 39 | 「サラサ再臨」 - sarasa sai rin                       | 29 novembre 1986  |         |
| 40 | 「タイガーバウムの夢」 - taigaabaumu no yume          | 6 dicembre 1986   |         |
| 41 | 「ラサラの命」 - rasara no inochi                     | 13 dicembre 1986  |         |
| 42 | 「コア3の少女 (前)」 - koa 3 no shōjo (mae)           | 20 dicembre 1986  |         |
| 43 | 「コア3の少女 (後)」 - koa 3 no shōjo (nochi)         | 27 dicembre 1986  |         |
| 44 | 「エマリー散華」 - emarii sange                       | 10 gennaio 1987   |         |
| 45 | 「アクシズの戦闘」 - akushizu no sentō                | 17 gennaio 1987   |         |
| 46 | 「バイブレーション」 - baibureushon                   | 24 gennaio 1987   |         |
| 47 | 「戦士,再び......」 - senshi, futatabi......          | 31 gennaio 1987   |         |